# Мягкая мебель

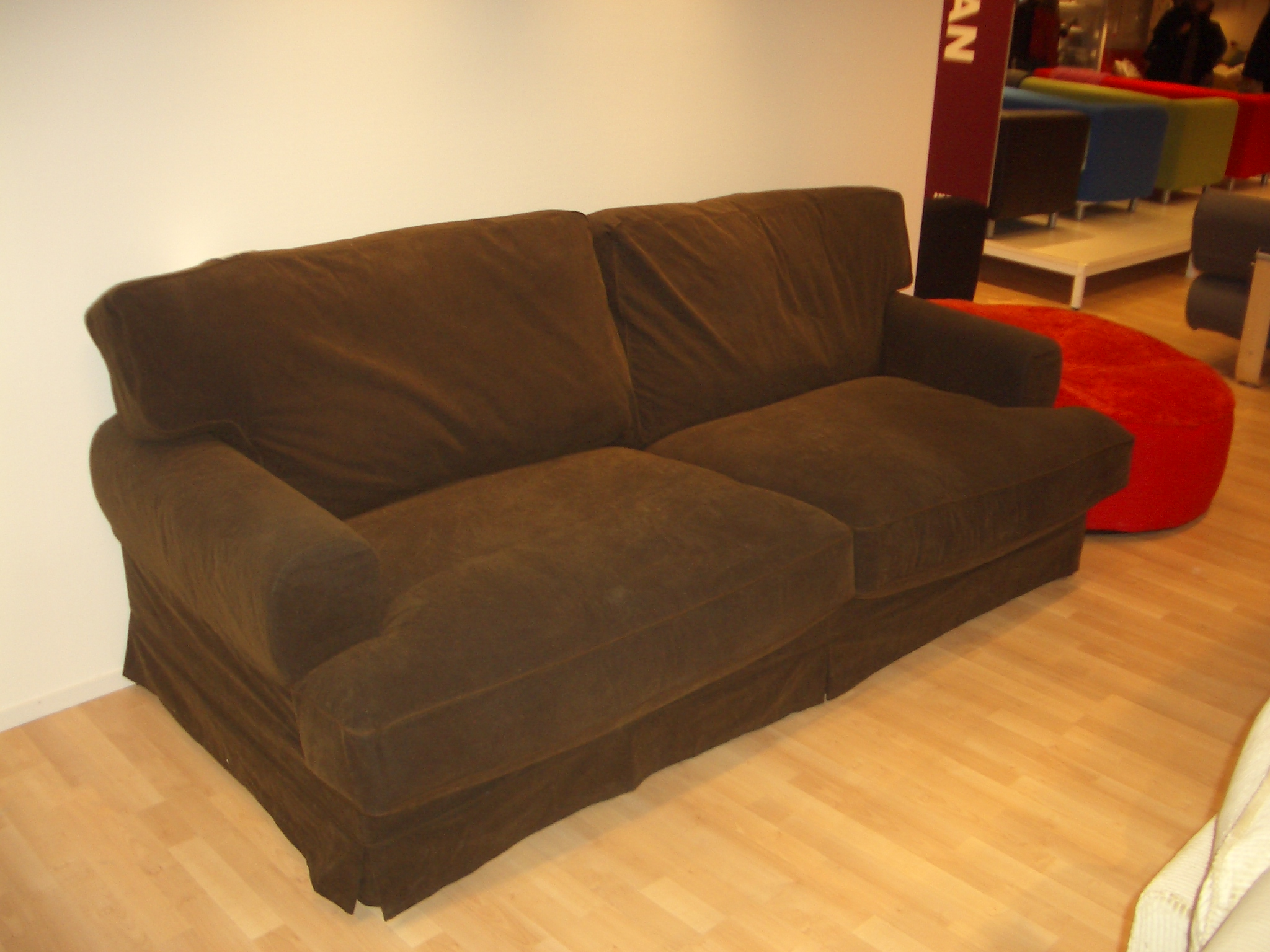
Диван

Мягкая мебель — собирательное название комфортабельных мебельных изделий для сидения и лежания, имеющих мягкий элемент. К мягкой мебели относятся: диваны, диваны-кровати, кресла-кровати, кресла для отдыха, кушетки, тахты, скамьи, банкетки.

## История мягкой мебели
Мебель стала популярной после неолитической революции. Первые свидетельства существования мебели относятся к эпохе фараонов и датируются находками из Акротири (Санторини), датируемыми примерно 1500 годом до нашей эры. Широко развитая мебельная столярка известна с Древнего Египта. Находки столов, тронов и кушеток того периода свидетельствуют о мастерстве токарной обработки, облицовки, инкрустации и росписи. Знаменитые предметы происходят из гробницы Тутанхамона 14 века до нашей эры. 
В древнегреческих домах были стулья, табуреты, столы, кровати, сундуки, комоды и кушетки. Древние греки (начиная с 8 века до нашей эры) также уже знали токарное ремесло. Они использовали простые механические токарные станки, которыми можно было управлять ногами. 
Вероятно, самый известный предмет антикварной мебели использовали римляне: «клин» — своего рода кровать, на которую ложились во время застолий и для обычного приема пищи. Высший класс в эпоху Римской империи владел мебелью с серебром, позолотой, черепаховыми вставками и ценным шпоном, таким как цитрусовые.

## Основные составляющие и материалы
Каркас — выполняет несущую функцию, придаёт основной силуэт мягкой мебели. Материалы, используемые для изготовления каркаса: массивная древесина, фанера, ДСП, ДВП.
Мягкий элемент — способствует получению определённой мягкости в изделиях. В основном образован пружинными блоками, эластичными ремнями, настилочными материалами, синтепон, пенополиуретан (поролон) и др.).
Облицовка — покрывает детали мягкой мебели с целью изменения их внешнего вида и улучшения свойств. В основном представлена обивочными тканями, натуральными и искусственными кожами.
Механизм трансформации — позволяют трансформировать мягкую мебель с компактного места для сидения в спальное место и обратно.

Основные виды современных механизмов трансформации: «книжка», «еврокнижка», «клик-клак», «вперед раскладной», «аккордеон», «французская раскладушка», «Спартак», «Пума», «Телескоп», «Дельфин», «Тик-Так», «Седалифт», «Дионис».